# Tell Bazmusian
Tell Bazmusian is een archeologische vindplaats op de rechteroever van de Kleine Zab in de Raniah-vlakte in het gouvernement Suleimaniya in Irak. De vindplaats werd opgegraven van 1956 tot 1958 door Iraakse archeologen als onderdeel van een reddingsoperatie om cultureel erfgoed te documenteren. Dit werd bedreigd door de aanleg van het Dukanmeer en de Dukandam, die toen werden aangelegd en waardoor de vindplaats onder water zou komen te staan. Naast Tell Bazmusian werden nog 4 tells opgegraven: Ed-Dem, Kamarian, Qarashina en Tell Shemshara. Bazmusian is een tell, of nederzettingsheuvel, met een omtrek van 1500 meter en een hoogte van 23 meter. Samen met Tell Shemshara was het een van de grootste archeologische vindplaatsen van de Raniah-vlakte. Toen de opgravingen begonnen bevond zich een dorp op de zuidoost-helling van de heuvel. Dit dorp was gesticht aan het begin van de 20e eeuw. De heuvel is nu overstroomd door het Dukanmeer.
Tijdens de opgravingen zijn 16 bewoningslagen vrijgelegd. Deze lopen vanaf de Samarra-periode (6e millennium v.Chr.) tot aan de 9e eeuw n.Chr. De vondsten van level I (de jongste periode) bestonden uit fragmentarische funderingen van keien, aardewerk uit de 9e eeuw n.Chr. en kleitichels. In level II werd Islamitisch aardewerk gevonden. Level III, daterend tot het late 2e millennium v.Chr., bestond uit een tempel met 1 ruimte en dikke muren van kleitichels. Het aardewerk dateerde uit het midden- en late 2e millennium v.Chr. Verschillende fragmenten van kleitabletten werden gevonden in een kuil naast de tempel. Ze waren te beschadigd om te kunnen lezen, maar op basis van stilistische kenmerken konden ze gedateerd worden in de Middel-Assyrische periode. Een vroegere versie van deze tempel werd gevonden in level IV. Level V bestond uit gepleisterde muren van kleitichels. Levels VI tot en met XVI bevatten materiaal uit het 3e millennium v.Chr., de Urukperiode en de Samarra- en Halafperiodes.